# Лара Флин Бойл
Лара Флин Бойл (на английски: Lara Flynn Boyle) е американска филмова и телевизионна актриса. 
Името ѝ добива световна популярност след участието ѝ в култовия сериал на Дейвид Линч Туин Пийкс. Вследствие Лара Флин Бойл се превръща в една от най-популярните млади актриси през 1990-те.

## Биография

### Произход и образование
Лара Флин Бойл е родена на 24 март 1970 година в Дейвънпорт, Айова. Тя е от римокатолически ирландски произход. Майка ѝ Сали Бойл работи като чиновник и асистент мениджър. Лара е кръстена на героинята от романа на Борис Пастернак „Доктор Живаго“, изиграна във филмовата адаптация от Джули Кристи. Израства в Чикаго, където се дипломира в Чикагската академия по изкуства. Има двама полубратя – Итън и Майк Бойл. Последният е музикант в чикагската инди поп група „The Howabouts“.

### Личен живот
Лара Флин Бойл официално е сключвала два брака. Първият ѝ съпруг е Джон Патрик Дий ІІІ, за когото се омъжва през 1996 година. Развеждат се две години по-късно, през 1998 година. Омъжва се за сегашния си съпруг Доналд Рей Томас (инвеститор в недвижими имоти) през 2006 година. В периода 1999 – 2001 г. тя има интензивна връзка с Джак Никълсън, която е една от основните теми в светските новини на медиите през онези години.

## Избрана филмография

### Кино
| година | филм                          | оригинално заглавие      | роля                     | режисьор            |
| ------ | ----------------------------- | ------------------------ | ------------------------ | ------------------- |
| 1986   | Почивният ден на Ферис Бюълър | Ferris Bueller's Day Off | Хедър                    | Джон Хюз            |
| 1988   | Полтъргайст 3                 | Poltergeist III          | Дона Гарднър             | Гари Шърмън         |
| 1989   | Обществото на мъртвите поети  | Dead Poets Society       | Джини Данбъри            | Питър Уиър          |
| 1992   | Където денят те отведе        | Where the Day Takes You  | Хедър                    | Марк Роко           |
| 1992   | Светът на Уейн                | Wayne's World            | Стейси                   | Пенелопе Сферис     |
| 1993   | Червените скали на запад      | Red Rock West            | Сюзън Браун / Ан Маккорд | Джон Дал            |
| 1994   | Бебето беглец                 | Baby's day out           | Лорейн Котуел            | Патрик Рийд Джонсън |
| 1994   | Пътят към Уелвил              | The Road to Wellville    | Айда Мънтц               | Алън Паркър         |
| 2002   | Мъже в черно 2                | Men in Black II          | Сирлийна                 | Бари Зоненфелд      |

### Телевизия
| година    | филм       | оригинално заглавие | роля           | бележки     |
| --------- | ---------- | ------------------- | -------------- | ----------- |
| 1990-1991 | Туин Пийкс | Twin Peaks          | Дона Хейуърд   | сезон 1 и 2 |
| 1997-2003 | Адвокатите | The Practice        | Хелън Геймбъл  | сезон 2 и 7 |
| 2004-2005 | Хъф        | Huff                | Мелъди Коатър  | сезон 1     |
| 2005-2006 | Лас Вегас  | Las Vegas           | Моника Манкузо | сезон 3     |

## Награди и номинации
Награди „Еми“ (САЩ):
- 1999 година – Номинация за най-добра актриса в поддържаща роля за Адвокатите